# On The Turning Away
《On The Turning Away》는 국내 헤비 메탈 장르에서 최고의 보컬리스트로 평가받았던 임재범이 1991년에 발표한 첫 솔로 음반이다. 록 음악이 아닌 팝 음악을 택해 실망스러운 반응을 얻기도 했지만, 음악적으로는 잘 만든 팝 음반이다. 그런데 〈이 밤이 지나면〉으로 인기를 얻던중, 활동에 회의를 느낀 임재범은 돌연 잠적을 했다.

## 수록곡
| #            | 제목                      | 작사         | 작곡           | 편곡         | 재생 시간 |
| ------------ | ------------------------- | ------------ | -------------- | ------------ | --------- |
| 1.           | 〈너의 곁에서〉           | 전원미       | 전원미         | 서승현       | 4:37      |
| 2.           | 〈이 밤이 지나면〉        | 이지영       | 신재홍         | 신재홍       | 4:03      |
| 3.           | 〈사진속에 담긴 추억〉    | 이지영       | 신재홍         | 신재홍       | 3:25      |
| 4.           | 〈BEING WITHOUT YOU〉     | 이현우       | 김영진         | 김영진       | 5:31      |
| 5.           | 〈다시 사랑할 수 있는데〉 | 이지영       | 신재홍         | 신재홍       | 4:46      |
| 6.           | 〈이제 우리〉             | 이현우       | 서승현         | 서승현       | 4:03      |
| 7.           | 〈LET ME LIVE MY LIFE〉   | 이현우       | 신대철         | 신대철       | 5:02      |
| 8.           | 〈JULIE〉                 | 이지웅       | 임재범, 이지웅 | 김영진       | 4:25      |
| 총 재생 시간 | 총 재생 시간              | 총 재생 시간 | 총 재생 시간   | 총 재생 시간 | 35:38     |